# (99950) Euquenor
(99950) Euquenor (1972 FD) es un asteroide troyano de Júpiter descubierto el 19 de septiembre de 1973 por Cornelis Johannes van Houten e Ingrid van Houten-Groeneveld en placas tomadas por T. Gehrels en el Observatorio Palomar, Estados Unidos.

## Designación y nombre
El asteroide fue designado provisionalmente como 1972 FD1973 SC1 de acuerdo a las convenciones sobre nomenclatura astronómica. Recibe su nombre del héroe griego Euquenor, que fue a la guerra de Troya desde Corinto y murió a manos de Paris.

## Características orbitales
Euquenor está situado a una distancia media del Sol de 5,136  ua, pudiendo alejarse hasta 5,545  ua y acercarse hasta 4,726  ua. Su excentricidad es 0,0797 y la inclinación orbital 21,85 grados. Emplea 4251,01 días (11,64 años) en completar una órbita alrededor del Sol.

## Características físicas
La magnitud absoluta de Euquenor es 12,4.